# Права женщин в Исламском Эмирате Афганистан (1996—2001)
Комплекс мер, принятых исламистской организацией Талибан в период своего первого правления в Афганистане, направленный в основном на ограничение прав женщин, что сами талибы объясняли созданием безопасной среды для женщин, где они смогут сохранить своё достоинство и целомудрие. Принятые меры были основаны на шариате и пурде, персидской женской нравственной философии, образованной в мусульманской среде, согласно которой целомудренная женщина должна избегать контакта с мужчинами и закрывать лицо.
Афганские женщины были обязаны носить паранджу, так как, по утверждению пресс-секретаря талибов, открытое лицо женщины может ввести мужчину в порок, даже если он «морально чист». Комплекс мер в странах Запада иногда называли половым апартеидом, так как женщинам не позволялось передвигаться без сопровождения, получать образование после 8 лет (а до этого они имели возможность лишь изучать Коран). Те женщины, которые стремились иным образом получить образование, посещали подпольные школы, где они и учителя имели высокий риск быть схваченными и наказанными. Женщинам не позволялось лечиться у докторов-мужчин. За нарушение правил женщин подвергали порке или казнили. Талибы позволяли выдавать замуж девушку до 16 лет.
Несмотря на то, что такие ограничения изначально создавались на основе шариата и исламского дресс-кода, они несли в себе также и ограничение трактования шариата мнением одного мазхаба, так как в исламском праве нет консенсуса о том, что женщины должны прятать лицо и руки, это предмет разногласий; возможность самостоятельного передвижения не столь сильно ограничена шариатом, а женское образование, наоборот, поощряется.

## Основные ограничения
Начиная с 8 лет, девочке не позволялось входить в любой контакт с мужчиной, если это не муж или родственник (махрам).
- Женщине не позволялось появляться на улице без сопровождения мужа/родственника и без бурки (которая полностью закрывает лицо и тело женщины).
- Не разрешалось носить обувь на цокающих каблуках, так как на это есть прямой запрет в Коране.
- Женщины не должны громко разговаривать в общественном месте. Незнакомец не должен слышать разговор[10].
- Женщин не позволялось фотографировать/снимать на видео, их изображения были запрещены в газетах, книгах, журналах и даже дома.
- Публичные вывески, где присутствовало слово «женщина», изменялись: например, «женский двор» на «весенний двор»[11].
- Женщинам запрещалось присутствовать на радио, телевидении и любых мероприятиях, где женщины могли общаться с мужчинами[12]

## Дресс-код
Запрещалось носить яркую одежду, так как она считалась сексуально привлекательной. Указ талибов 1996 года гласит, что женщины, носящие обтягивающую модную одежду и украшения, никогда не попадут на небеса. Салоны красоты оказались вне закона и были закрыты, косметика и лак для ногтей оказались также вне закона. Женщины были обязаны покрывать всё тело, в том числе и лицо. Поощрялось ношение бурки.

## Передвижение
На женщин были наложены строгие ограничения в свободе передвижения, делая его практически невозможным при отсутствии мужа/родственника, без которых женщина оказывалась, образно говоря, под домашним арестом. В интервью с Латифой, афганской женщиной, которую жестоко избили талибы за то, что она одна ходила по улице, она сказала: «Мой отец был убит в сражении… у меня нет мужа, нет брата, нет сына. Как мне жить, если я не могу ходить в одиночку?».
По утверждению члена гуманитарной организации Terre des hommes, после прихода власти талибов в крупнейшем приюте Кабула, Таскиа Маскан, весь женский персонал был уволен, а около 400 девочек, живших в приюте, были заперты в нём в течение года без возможности покинуть стены здания.
Основные ограничения передвижения женщин были следующими:
- Женщинам не позволялось передвигаться на улице и в общественных местах без сопровождения мужа/родственника.
- Женщинам не позволялось водить автомобиль/мотоцикл/велосипед, даже при сопровождении мужа/родственника.
- Женщинам не позволялось брать такси без сопровождения мужа/родственника.
- Женщинам и мужчинам не позволялось вместе ездить в общественном транспорте[10].

Такие ограничения меньше повлияли на жизнь женщин, живших в маленьких посёлках, которые, как правило, жили и работали в пределах своего дома, территории. Однако они не могли путешествовать в соседние посёлки.

## Занятость
Талибы утверждали, что, работая, женщина может вступить в половой контакт с соработником в рабочее время, что соответственно противоречит законам шариата. 30 сентября 1996 года талибы объявили, что женщины обязаны быть отстранены от любого вида работы по найму. На тот момент 25 % государственных служащих были женщинами, массовое увольнение женщин пагубно сказалось на экономике (особенно на услугах в сфере домохозяйства, в которых работали в основном женщины), начальном образовании (абсолютное большинство учителей были женщинами). Тысячи образованных семей бежали из Кабула в Пакистан после того, как талибы захватили город в 1996 году.
Верховный Лидер Талибов Мухаммед Омар — заверил женщин-гражданских служащих и преподавателей, что они будут по-прежнему получать пособие в сумме $5 в месяц, которое однако было лишь предложением. Представитель талибов заявил следующее: «Более 30 000 женщин будут получать пособие, чтобы, не рискуя собой, жить комфортно дома; то есть, кто заявляют об ущемлении прав женщин, безосновательно пытаются натравить женщин Кабула против талибов».
Талибы приветствовали соблюдение традиционных семейных патриархальных ценностей, а также выделения средств закята для женских пособий, чтобы «отучать их от работы».
Единственная сфера работы, где женщины могли остаться — медицина (чтобы лечить женщин-пациентов), однако на них накладывался ряд серьёзных ограничений. Многие женщины из-за половой сегрегации и повсеместной практики преследования добровольно покинули рабочие места, другие продолжали работать под страхом расправы. Поэтому такие женщины-врачи пользовались большой ценностью, как единственные способные оказывать услуги женщинам, в частности акушерки. В кабульской больнице Муллалай после взятия города талибами женский персонал сократился с 200 человек до 50. После падения режима талибов женщины испытывали острую нехватку медицинских услуг из-за фактического отсутствия квалифицированных женщин-врачей. Другим исключением, когда женщины не подлежали увольнению, был факт их работы в гуманитарной организации; талибы объясняли это тем, что они имеют хорошую возможность оказывать помощь другим беспомощным женщинам, одновременно проводя пропаганду о полезности талибов.
Новый губернатор Кабула Герата Мулла Раззак постановил, что запрещает женщинам появляться в его кабинете, ввиду их «отвлекающего» характера.

## Образование
Талибы поощряли образование девочек, однако только до 8 лет. Представитель талибов Маулви Лаламадин объяснил это тем, что эти меры применяются для предотвращения лишнего контакта с мужчинами и дополнительной безопасности. Учебная программа была также изменена на более «исламизированную», в которую входило побуждение школьников к совершению джихада в понятии талибов.
Ограничение на получение образования девочками после 8 лет негативно сказалось на системе образования. В частности, в Кабуле от учёбы были отлучены 106 256 девочек. 7793 женщин-учителей были также уволены, из-за чего сразу 63 школы закрылись из-за острой нехватки кадров. Некоторые женщины-учителя продолжали преподавать в «подпольных школах» в своих домах, обучая местных детей или других женщин. Однако в таких заведениях учились на страх и риск, так как замеченные женщины в лучшем случае могли попасть в тюрьму, в худшем случае — могли быть повешены.

## Здравоохранение
До прихода к власти талибов в Афганистане мужчинам было разрешено лечить женщин в больницах в особых ситуациях, однако после указа, что мужчине запрещено касаться тела незнакомой женщины, и значительного сокращения женского персонала женщины стали испытывать острую нехватку медицинских услуг; стала повсеместной ситуация, в которой женщинам приходилось путешествовать на дальние расстояния, чтобы получить услуги врача.
В Кабуле существовали неформальные женские клиники в домах для обслуживания семьи и соседей, однако они не могли предоставить нужные медикаменты. Из-за этого процент преждевременных женских смертей резко возрос. Если семья женщины располагала достаточными средствами, она получала медицинские услуги в Пакистане.
В октябре 1996 года женщинам было запрещено посещать традиционные бани хаммам, так как, по мнению талибов, это противоречило исламским законам. Так как для многих жителей Афганистана баня являлась единственной возможностью полноценного соблюдения личной гигиены, среди женщин сильно возрос процент инфекционных заболеваний на фоне фактической невозможности получения медицинской помощи. Насрин Гросс, афгано-американская писательница, в 2001 году описала ситуацию так: что «прошло уже 4 года с тех пор, как женщины не могут молиться Богу, так как ислам запрещает женщине молиться после месячных, пока она не вымоется». В июне 1998 года талибы запретили женщинам посещать крупнейшие больницы, оставив им лишь специальные палаты для женщин, которые были только в одном госпитале в Кабуле, столице Афганистана.

## Культурные ограничения
Талибы создали культурное ограничение для женщин. Любые присутствия изображений женщин в СМИ были запрещены, женщин не допускали к радио и телевидению. Также словосочетания, которые включали слово «женщина», заменялись на альтернативные. Женщинам запрещалось смеяться и разговаривать слишком громко в публичных местах, чтобы женский голос мог услышать незнакомец. Женщинам было запрещено заниматься спортом публично и входить в спортивные клубы.
Ограничения, наложенные на женщин, а также гуманитарные последствия, связанные с медициной и здравоохранением, крайне негативно сказались на душевном благополучии многих женщин. Опрос среди 160 женщин показал, что 97 % из них испытывали те или иные признаки тяжёлой депрессии. 71 % утверждали о физическом снижении благополучия.

## Наказания
Наказания проводились публично, в основном на стадионах, городских площадях или посредством уличного избиения. Практически за все «проступки» наказывали с применением силы.
Ниже приведены известные случаи:
- В октябре 1996 года женщине отрезали большой палец за ношение лака на ногтях[9].
- В декабре 1996 года по радио объявили, что в результате рейда были задержаны 225 женщин за нарушения дресс-кода. Суд вынес приговор, согласно которому женщин отхлещут плетями по ногам[29].
- В мае 1997 года во время своих исследований гуманитарная организация CARE International зафиксировала случаи, когда члены религиозной полиции использовали электронную систему, чтобы публично оскорблять женщин, перед тем как напасть на них, избивая кожно-метальным кнутом длиной в 1,5 метров[1].
- В 1999 году Зармина, мать семерых детей, была приговорена к смертной казни за то, что якобы убила мужа в знак мести за его оскорбления и избиения[30][31]. Приговор был исполнен на крупном стадионе на глазах у 30 000 людей. Ранее была подвергнута пыткам, однако отказывалась признаваться в преступлении (по имеющимся данным, фактической виновницей является её дочь)[32].
- Когда талибы узнали о том, что женщина держала подпольную школу в своём доме, они устроили массовое избиение детей, а женщину столкнули с лестницы, сломав ей ногу. После этого, угрожая, что убьют всю её семью, женщину заставили подписать декларацию о лояльности к Талибану и его действиям[19].
- Афганская девочка Айша Мохаммадзай[англ.]* в 12 лет была выдана замуж в качестве компенсации, однако в новой семье девочка терпела много насилия и сбежала в 18 лет, попытавшись вернуться обратно в родную семью. Однако недовольный отец сдал дочь командиру талибов, чтобы он показал наглядный пример — «что будет с девушками, если они попытаются сбежать»[33]. Ей отрезали уши и нос, девушку оставили умирать в горах, но она выжила[33].
- Было множество случаев, когда женщин расстреливали из-за того, что они «подпольно работали» (женщинам было запрещено работать)[34].

Многие женщины подвергались публичному наказанию без участия талибов, сами же талибы выступали против того, чтобы их члены принимали участие в наказании.
Были случаи, когда мужчина мог получить наказание из-за женщины, примеры:
- Таксист, который принимал непокрытую женщину или без сопровождения махрама, подлежал аресту, а также наказывался муж женщины[1].
- Если женщина занималась в одиночку стиркой белья у реки, то её проводили немедленно домой, а мужа/родственника наказывали[1].
- Портные, которые нанимали женщин-портних, тоже подлежали наказанию[1].

## Международная реакция
Несмотря на протесты международных организаций относительно гендерной роли, талибы в большинстве случаев игнорировали просьбы установить женские права по западному типу и отдавали предпочтение интерпретации исламского права, а кодексы ООН рассматривали как инструмент западного империализма.
- В ноябре 1995 года детский фонд ЮНИСЕФ в знак протеста против ограничений для девушек в получении образования и разделения школ по половому признаку приостановил финансирование образования в регионах, подконтрольных талибам[9].
- В 1996 году организация Save the Children также отозвала поддержку, которая оказывалась женщинам-сиделкам, объясняя это сложившейся ситуацией, когда они фактически не имеют возможность помочь женщинам чем-либо[9].
- Генеральный секретарь ООН Бутрос Бутрос-Гали выразил своё беспокойство относительно нового социального статуса афганских женщин[35].
- В 1999 году государственный секретарь США Мадлен Олбрайт открыто заявила следующее: «Мы говорим от лица всех женщин и девочек Афганистана, которых преследуют… Это преступление и мы все ответственны за то, чтобы остановить это»[36].